# Skarzyn (gromada w powiecie piskim)
Skarzyn – dawna gromada (najmniejsza jednostka podziału terytorialnego Polskiej Rzeczypospolitej Ludowej w latach 1954–72) z siedzibą GRN w Skarzynie.
Gromady, w których gromadzkie rady narodowe (GRN) były organami władzy najniższego stopnia na wsi, funkcjonowały od reformy reorganizującej administrację wiejską przeprowadzonej jesienią 1954 do momentu ich zniesienia z dniem 1 stycznia 1973, tym samym wypierając organizację gminną w latach 1954–1972.
Gromadę Skarzyn z siedzibą GRN w Skarzynie (w obecnym brzmieniu Skarżyn) utworzono w powiecie piskim w woj. olsztyńskim na mocy uchwały nr 24 WRN w Olsztynie z dnia 4 października 1954 (ogółem gromad na obszarze Polski zostało utworzonych 8759). W skład jednostki weszły obszary dotychczasowych gromad Lipińskie, Rogale Wielkie, Skarzyn i Włosty ze zniesionej gminy Różyńsk Wielki oraz obszary dotychczasowych gromad Łodygowo, Wojny i Myśliki ze zniesionej gminy Biała Piska, w tymże powiecie. Dla gromady ustalono 9 członków gromadzkiej rady narodowej.
Gromadę zniesiono 22 grudnia 1971, a jej obszar włączono do gromady Biała Piska w tymże powiecie.